# Kingston a historická oblast Arthurova údolí

Historická oblast Kingston a Arthurs Vale je stará osada na pobřežních pláních Kingstonu (ohraničená kopci), na jižní straně ostrova Norfolk, která se skládá z velké skupiny budov z období britské koloniální říše (1788 – 1855), nyní považovaná za tak vysokého kulturního významu pro Austrálii a svět, že byla oblast formálně zapsána do Seznamu národního dědictví  a seznamu světového dědictví UNESCO jako:

"... nejlepší přežívající příklady rozsáhlé přepravy odsouzených a koloniální expanze evropských mocností prostřednictvím přítomnosti a práce odsouzených".